# Sycopsis triplinervia
Sycopsis triplinervia là một loài thực vật có hoa trong họ Hamamelidaceae. Loài này được Hung T. Chang miêu tả khoa học đầu tiên năm 1960.